# Roemeria hybrida
Roemeria hybrida là một loài thực vật có hoa trong họ Anh túc. Loài này được (L.) DC. miêu tả khoa học đầu tiên năm 1821.

## Hình ảnh

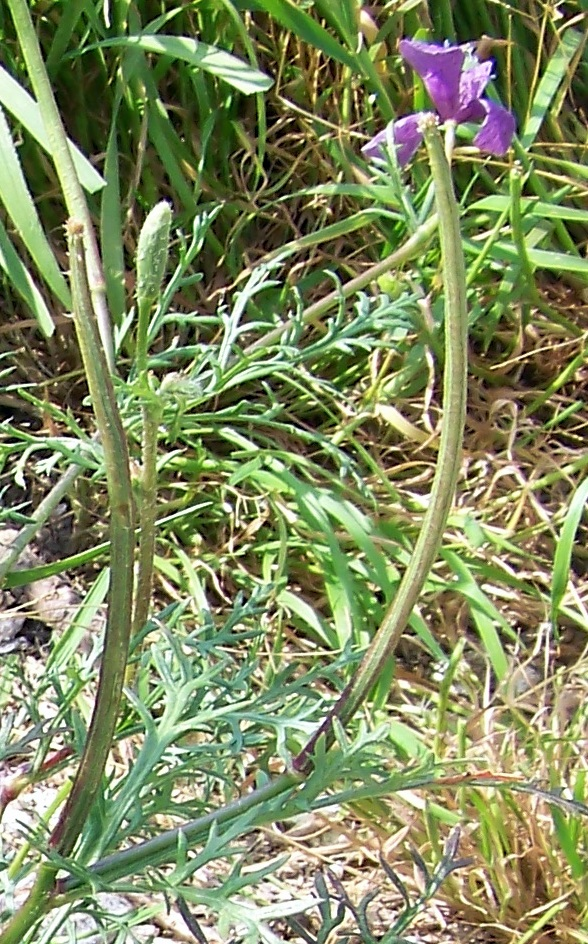
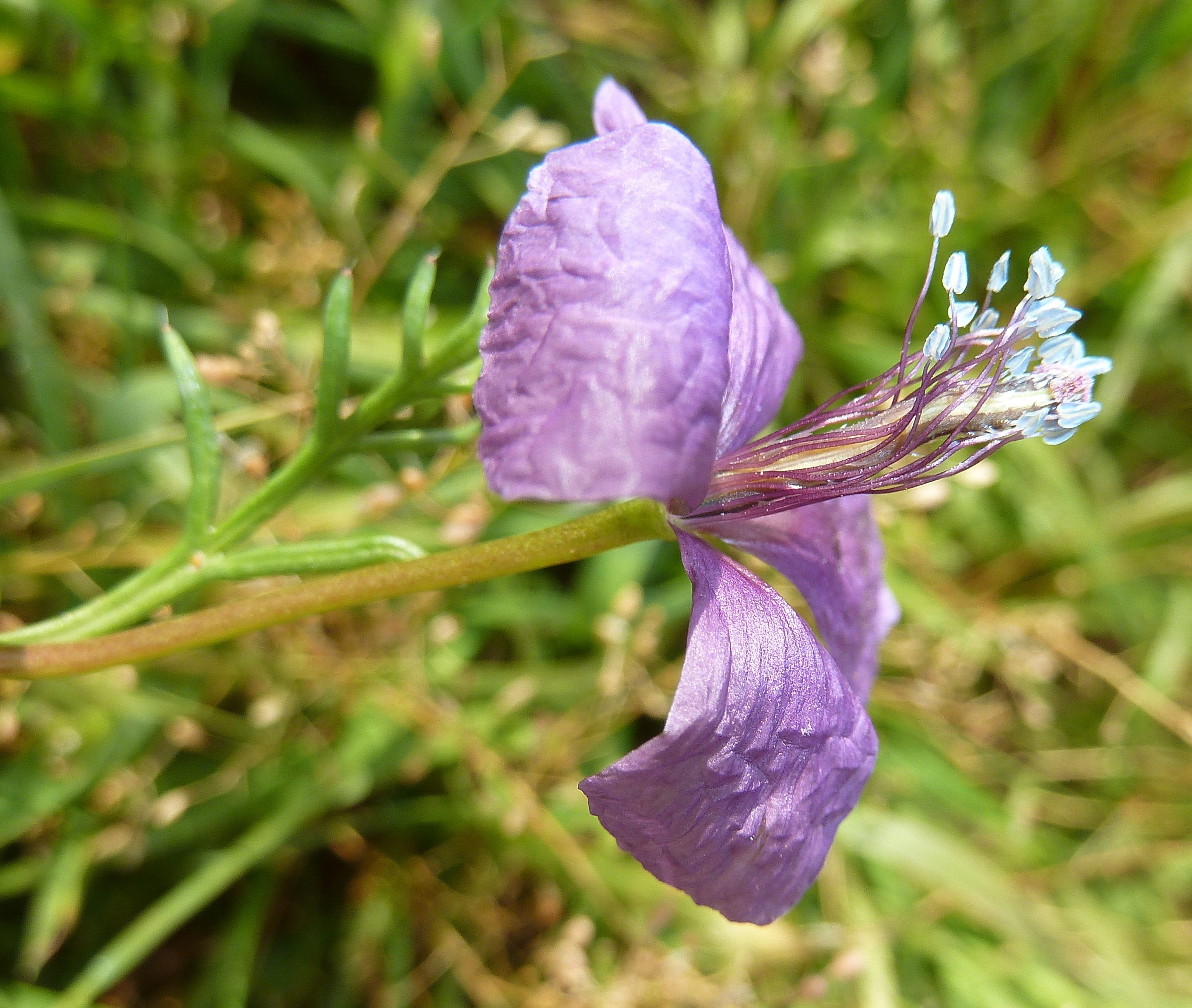
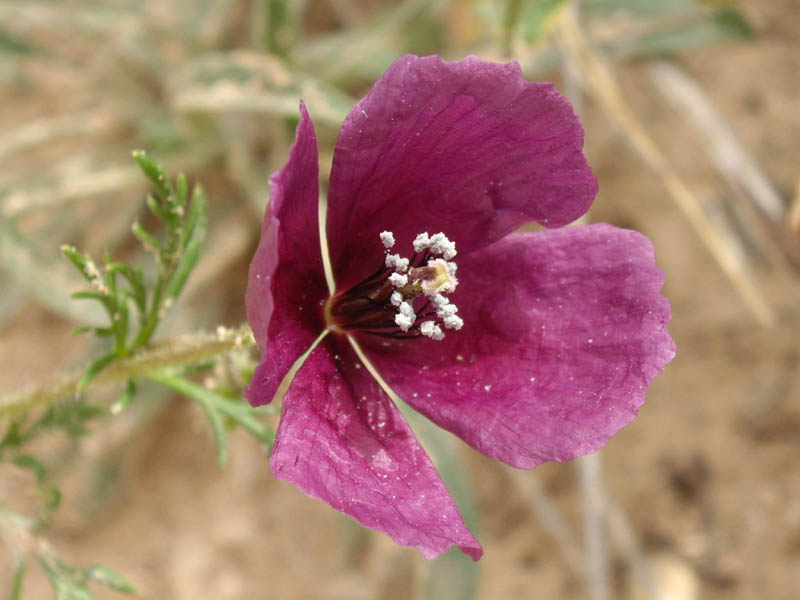